# 中村駿太 (サッカー選手)
中村 駿太（なかむら しゅんた、1999年5月10日 - ）は、千葉県佐倉市出身のサッカー選手。ポジションはフォワード（FW）。

## 略歴
柏レイソルの下部組織出身で、柏U-12時代には全日本少年サッカー大会で優勝、自身は23得点をあげて大会新記録を樹立。U-15、U-18に昇格しU-19日本代表には飛び級で招集され得点を決めるなど活躍するも高校3年次に2種登録選手になれず、青森山田高校に編入。その後、モンテディオ山形への加入が内定する。
2018年よりモンテディオ山形に入団する。8月22日、天皇杯4回戦のFC東京戦でプロ入り初先発を果たした。9月1日、ロアッソ熊本戦でリーグ戦初出場を果たした。
2018年12月、ザスパクサツ群馬へ育成型期限付き移籍にて加入すると発表された。
2021年1月8日、カマタマーレ讃岐へ育成型期限付き移籍にて加入した。
2022年11月24日、カマタマーレ讃岐は契約期間の満了と来季に向けた契約の更新を行わないことを発表。またモンテディオ山形との契約も満了。同年11月29日、カンセキスタジアムとちぎで行われたJリーグ合同トライアウトに出場した。

## 所属クラブ
- 勝田台FC/PBJ千葉スクール:旧ACC四街道スクール
- 柏レイソルU-12（佐倉市立西志津小学校[2]）
- 柏レイソルU-15（佐倉市立西志津中学校[2]）
- 柏レイソルU-18
- 青森山田高校
- 2018年 - 2022年 モンテディオ山形
  - 2019年 ザスパクサツ群馬 (期限付き移籍)
  - 2021年 - 2022年 カマタマーレ讃岐 (期限付き移籍)
- 2023年 セントジョージFC
- 2023年 マウントドリッドタウン・レンジャースFC
- 2024年 シドニー・ユナイテッド58 FC
- 2024年 - ヌサンタラ・ユナイテッドFC
- 2025年 - SONIO高松

## 個人成績
| 国内大会個人成績 | 国内大会個人成績 | 国内大会個人成績 | 国内大会個人成績 | 国内大会個人成績 | 国内大会個人成績 | 国内大会個人成績 | 国内大会個人成績 | 国内大会個人成績 | 国内大会個人成績 | 国内大会個人成績 | 国内大会個人成績 |
| 年度             | クラブ           | 背番号           | リーグ           | リーグ戦         | リーグ戦         | リーグ杯         | リーグ杯         | オープン杯       | オープン杯       | 期間通算         | 期間通算         |
| 年度             | クラブ           | 背番号           | リーグ           | 出場             | 得点             | 出場             | 得点             | 出場             | 得点             | 出場             | 得点             |
| 日本             | 日本             | 日本             | 日本             | リーグ戦         | リーグ戦         | リーグ杯         | リーグ杯         | 天皇杯           | 天皇杯           | 期間通算         | 期間通算         |
| ---------------- | ---------------- | ---------------- | ---------------- | ---------------- | ---------------- | ---------------- | ---------------- | ---------------- | ---------------- | ---------------- | ---------------- |
| 2018             | 山形             | 22               | J2               | 1                | 0                | -                | -                | 2                | 0                | 3                | 0                |
| 2019             | 群馬             | 18               | J3               | 4                | 0                | -                | -                | 2                | 0                | 6                | 0                |
| 2020             | 山形             | 22               | J2               | 1                | 0                | -                | -                | -                | -                | 1                | 0                |
| 2021             | 讃岐             | 28               | J3               | 25               | 3                | -                | -                | 1                | 0                | 26               | 3                |
| 2022             | 讃岐             | 28               | J3               | 24               | 1                | -                | -                | -                | -                | 24               | 1                |
| オーストラリア   | オーストラリア   | オーストラリア   | オーストラリア   | リーグ戦         | リーグ戦         | リーグ杯         | リーグ杯         | FFA杯            | FFA杯            | 期間通算         | 期間通算         |
| 2023             | Mtドリットタウン | 9                | 2部              | 10               | 1                | -                | -                | -                | -                | 10               | 1                |
| 2024             | シドニーU58      | 8                | 2部              | 26               | 10               | -                | -                | -                | -                | 26               | 10               |
| 通算             | 日本             | 日本             | J2               | 2                | 0                | -                | -                | 2                | 0                | 4                | 0                |
| 通算             | 日本             | 日本             | J3               | 53               | 4                | -                | -                | 3                | 0                | 56               | 4                |
| 通算             | オーストラリア   | オーストラリア   | 2部              | 36               | 11               | -                | -                | -                | -                | 36               | 11               |
| 総通算           | 総通算           | 総通算           | 総通算           | 91               | 15               | -                | -                | 5                | 0                | 96               | 15               |

## タイトル

### クラブ
柏レイソルU-12
- 全日本少年サッカー大会（2011年）

### 個人
- 全日本少年サッカー大会・得点王（2011年）
- 第28回日本クラブユースサッカー選手権 (U-15)大会・得点王（2013年）
- 第28回日本クラブユースサッカー選手権 (U-15)大会・優秀選手（2013年）
- JFAプレミアカップ・ベストイレブン（2014年）

## 代表歴
- U-16日本代表
  - 豊田国際ユースサッカー大会（2013年）
  - U-16インターナショナルドリームカップ（2015年）
- U-17日本代表
  - サニックス杯国際ユースサッカー大会（2016年）
  - 第23回バツラフ・イェジェク国際ユーストーナメント（2017年）
- U-18 Jリーグ選抜
  - NEXT GENERATION MATCH（2017年）
- U-18日本代表
  - U18リスボン国際トーナメント（2017年）
- U-19日本代表
  - SUWUN JS CUP（2016年）
  - AFC U-19選手権2016（2016年）